# قطع دواعم السن
قطع دواعم السّن هي عملية جراحية لتقويم الأسنان تهدف إلى قطع ألياف اللثة المحيطة بالأسنان. عادة تُقلل هذه العملية من احتمالية عودة السّن إلى وضعه الأصلي الذي كان عليه قبل المعالجة التّقويميّة. تُعتبر مشكلة عودة السّن إلي وضعه الأصلي أكثر مشكلة تحدث بعد التّقويم. وهذه العودة ممكن أن تحدث في أي سن، ولكنها عادةً ما تكون مرتبطة بالأسنان التي خضعت لتغيير في موقعها كجزء من العلاج التّقويميّ ووبالأخص الحركات الدورانية للأسنان .
قطع دواعم السّن تتضمّن فصل الألياف التي تربط السّن مع العظم من خلال الأنسجة اللثوية الداعمة. هذه الألياف تعمل كمربط مطاطيّ ملتوٍ وعند تحرير قوة الشّد بين الألياف والسّن، سوف تقل القوى التي تحاول دفع السّن إلى موضعه الأصلي. تُجرى هذه العملية في المراحل النّهائيّة من العلاج التّقويميّ وقد أظهر تأثير فعّال في منع الأسنان من العودة إلى وضعها الأصلي. 
لعمل هذه العملية، نقوم بتخدير المنطقة المحيطة بالسّن ونقوم بعمل شق على طول اللثة ثم نقوم بقطع الألياف؛ هذه العملية ليست مؤلمة طالما أنّ المريض يأخذ مسكن للألم بعد انتهاء مفعول التّخدير.

## مدة الشفاء من هذه العملية
عادة يتم الشفاء من العملية في غضون يومين أو ثلاثة، ولكن النتيجة النهائية تظهر على الأسنان بعد عدة أسابيع .

## العناية بالمريض بعد العملية
لتسكين الألم بعد العملية يُفضل أن يَتناول المريض مسكنّات الألم المناسبة التي يقرّرها له الطّبيب . وعليه أن لا يتناول الطّعام لعدة ساعات إلى أن يختفي تأثير التخدير عن الفم، فإن حاول المريض تناول الطعام وفمه في حالة التخدير قد يؤدي ذلك إلى العضّ على الخد أو الشفتين أو اللّسان مما يلحق الضرر بفم المريض .
بعد زوال تأثير المخدر ينصح المريض بتناول الأطعمة الطرية ومحاولة عدم استخدام المنطقة من الفم التي تمت فيها العملية، كما ويُحذر من تناول الأطعمة القاسية كمكعبات الثلج ورقائق البطاطا والمكسرات والأطعمة الحمضية .يجب على المريض تناول أطعمة مفيدة وتناول كميات جيدة من السوائل .
كما يجب على المريض تجنب التدخين بعد العملية .

## الأعراض الناتجة بعد العملية

### حدوث تورم
قد يشعر المريض بعدم الراحة بعد إجراء العملية، وقد يحدث تورم في منطقة العملية والشفتين والوجه، لذا ينصح في حالة حدوث تورم أن توضع الكمادات الباردة الملفوفة بقطعة قماش على منطقة التورم وعدم استخدام الثلج مباشرة على المنطقة .

### حساسية الأسنان
من الأعراض الناتجة عن عملية قطع دواعم السن إصابة الأسنان بالحساسية وقد يجد المريض صعوبة عند تناول الأطعمة الباردة، لكن هذه الحساسية عارضة وسيتم الشفاء منها خلال عدة أسابيع.
لكن إن استمرت الحساسية لمدة طويلة ينصح بمراجعة طبيب الأسنان لحل المشكلة عن طريق الأدوية.

### النزيف
خلال ال48 الساعة الأولى بعد العملية قد يُلاحظ وجود أثر للدماء في لعاب المريض، ينصح بأن لا يقوم المريض بغسل الفم لأن ذلك سيزيد النزيف، كما يلاحظ بأن الأطعمة الساخنة تسبب زيادة في النزيف لذا يجب تجنبها.
إذا استمر النزيف لأكثر من يومين يجب مراجعة طبيب الأسنان لحل المشكلة .